# 杰马诺
杰马诺是意大利艾米利亚-罗马涅大区里米尼省的一个镇，面积19.2平方公里，人口1192人，人口密度62.1人/平方公里（2009年）。ISTAT代码为099004。